# Comarca de Arenas de San Pedro
La comarca de Arenas de San Pedro, en ocasiones denominada como comarca del Valle del Tiétar, es una comarca de montaña situada al sur de la Sierra de Gredos (sierra perteneciente al Sistema Central) y al pueblo de Arenas de San Pedro, en el sur de la provincia de Ávila (España). El mayor núcleo de población es Arenas de San Pedro. Otras localidades importantes de esta comarca son Candeleda y La Adrada. Situada en el sur de la provincia limita con las provincias de Cáceres y Toledo y con la Comunidad de Madrid.

## Referencias

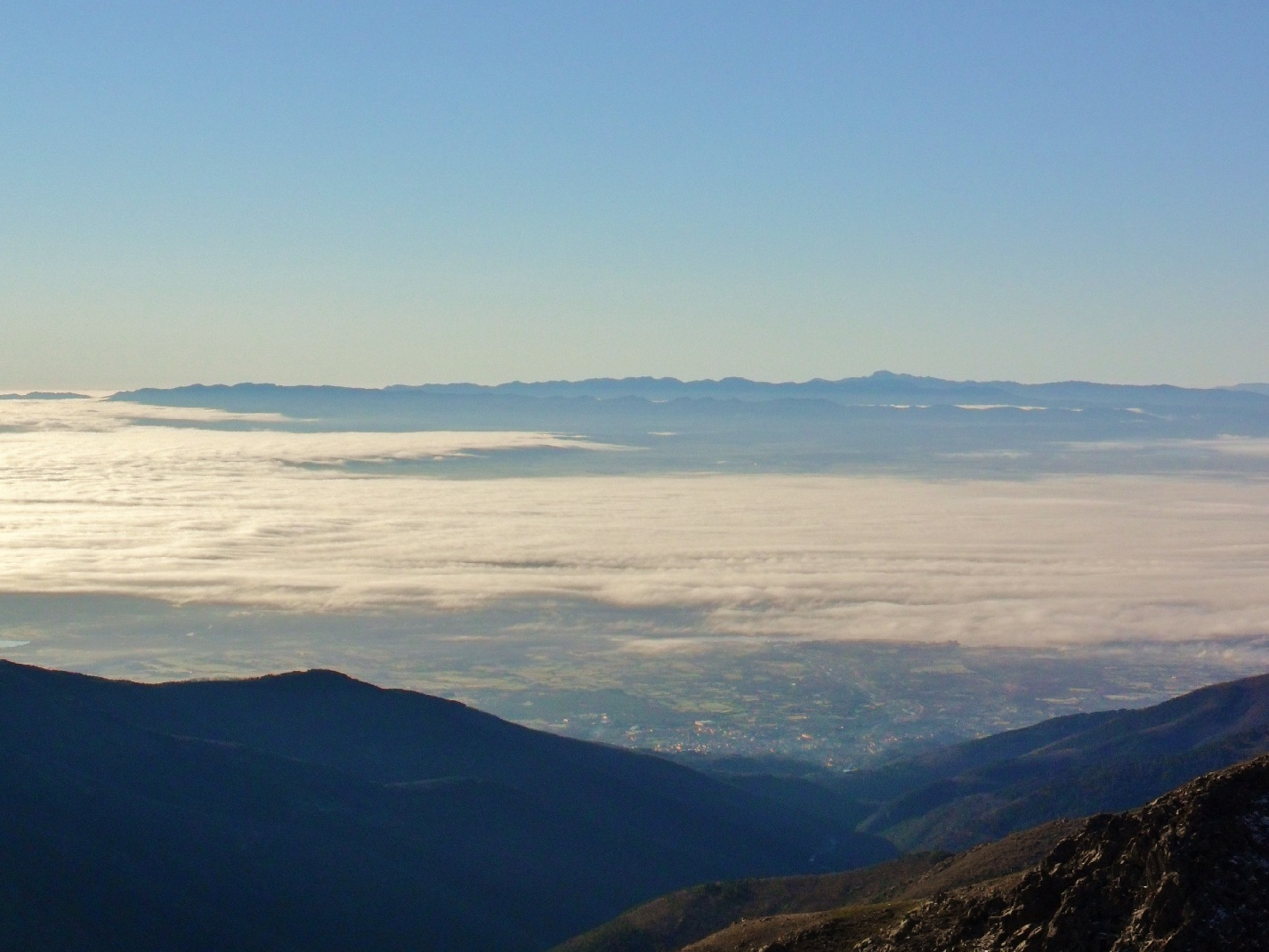
Nieblas matinales en el valle del Tiétar

## Geografía
La comarca de Arenas de San Pedro, situada en la vertiente sur de la sierra de Gredos, presenta un relieve pronunciado, delimitada por el norte por montañas superiores a los dos mil metros de altitud y por el sur por el valle del río Tiétar, afluente del Tajo. La mayor parte de la comarca se encuentra al norte de dicho curso fluvial. La abundancia de agua y una agradable temperatura a lo largo de todo el año hacen que el microclima de esta comarca sea un rasgo diferenciador dentro de la provincia de Ávila y es por ello que el Valle del Tiétar se conoce también como La Andalucía de Ávila o La Andalucía Abulense y como "La Andalucía de Gredos".
Atendiendo a criterios puramente geográficos, debería formar parte de la provincia de Toledo, comunidad de Castilla-La Mancha; sin embargo, debido a complejos acuerdos feudales de la época de la Reconquista, la comarca es administrada desde Ávila, perteneciendo por tanto a Castilla y León.

## Espacios naturales
- El sur del parque Regional de la Sierra de Gredos.
- Paraje natural Fuente Helecha, en Casavieja.
- Valle de Iruelas - Casillas

## Municipios
Esta comarca contiene algunas localidades con arquitectura popular, como por ejemplo, Candeleda. Algunos de los monumentos más importantes de esta comarca son el santuario de San Pedro de Alcántara, en Arenas de San Pedro; el palacio de la Mosquera en Arenas de San Pedro; el santuario de Nuestra Señora de Chilla, en Candeleda; el castro celta de El Raso; el castillo de Don Álvaro de Luna, en Arenas de San Pedro; el castillo de los Condes de Alburqueque, en Mombeltrán, y el castillo de La Adrada.
La comarca de Arenas de San Pedro consta de veinticuatro municipios:
| N.º de municipios | 0 | 0 | 1 | 4 | 10 | 9 | 24 |

| Municipio              | Superficie (km²) | Hab.  |
| ---------------------- | ---------------- | ----- |
| La Adrada              | 58,67            | 2385  |
| El Arenal              | 27,08            | 1088  |
| Arenas de San Pedro    | 194,85           | 6933  |
| Candeleda              | 213,90           | 5137  |
| Casavieja              | 39,25            | 1663  |
| Casillas               | 11,96            | 815   |
| Cuevas del Valle       | 19,17            | 559   |
| Fresnedilla            | 24,53            | 102   |
| Gavilanes              | 29,16            | 675   |
| Guisando               | 37,38            | 620   |
| Higuera de las Dueñas  | 35,18            | 321   |
| El Hornillo            | 24,22            | 390   |
| Lanzahíta              | 33,67            | 970   |
| Mijares                | 46,92            | 874   |
| Mombeltrán             | 49,92            | 1145  |
| Navahondilla           | 14,09            | 311   |
| Pedro Bernardo         | 69,01            | 1136  |
| Piedralaves            | 55,25            | 2169  |
| Poyales del Hoyo       | 3,38             | 598   |
| San Esteban del Valle  | 37,00            | 890   |
| Santa Cruz del Valle   | 29,62            | 534   |
| Santa María del Tiétar | 11,95            | 501   |
| Sotillo de la Adrada   | 43,96            | 4705  |
| Villarejo del Valle    | 41,60            | 463   |
| Total                  | 1151,72          | 34984 |